# Playa de Lagos
La Playa de Lagos, también conocida playa del Pijil, es una playa de Vélez-Málaga, en la Costa del Sol Oriental de la provincia de Málaga, Andalucía, España. Se trata de una playa semiurbana de grava y oleaje moderado situada en el enclave de Lagos, entre los municipios de Algarrobo y Torrox. Tiene unos 1000 metros de longitud y unos 5 metros de anchura media. Es una playa con un nivel medio de ocupación y apenas servicios, al ser una estrecha franja de grava.